# Nordiska mästerskapet 1986 (volleyboll, herrar)
Nordiska mästerskapet 1986 i volleyboll för herrar spelades 9–11 maj 1986 i Kópavogur, Island.

## Slutställning[2]
| Pos. | Landslag | Poäng |
| ---- | -------- | ----- |
| 1    | Sverige  | 8     |
| 2    | Finland  | 6     |
| 3    | Norge    | 4     |
| 4    | Danmark  | 2     |
| 5    | Island   | 0     |